# Stade José-Rico-Pérez
Le stade José-Rico-Pérez ou Estadio José Rico Pérez est un stade espagnol situé à Alicante. Il a une capacité d'accueil de 29 500 spectateurs.

## Histoire
Ce stade, construit par l'architecte Francisco Muñoz Llorens, fut inauguré le 3 août 1974. 
Il est l'un des quatorze stades qui accueillent la Coupe du monde de football de 1982. Dans ce stade se déroulent les matchs Argentine-Hongrie et Argentine-Salvador, comptant pour le premier tour, et le match pour la troisième place, Pologne-France.
Ce stade accueille les matches de l'équipe locale : l'Hércules Alicante.

## Événements
- Coupe du monde de football 1982

## Galerie

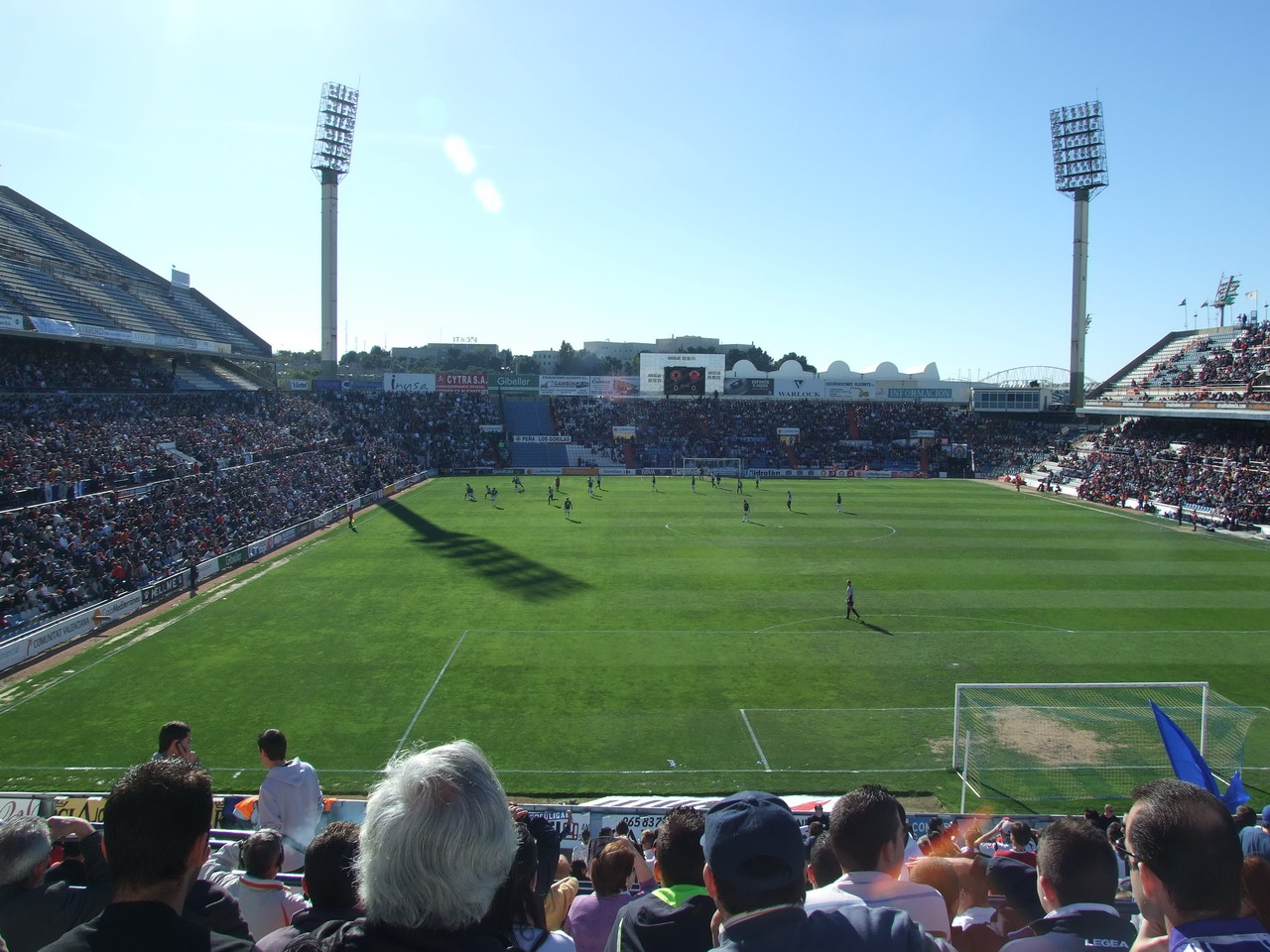
Vue générale de la tribune nord durant le match Hércules-Elche
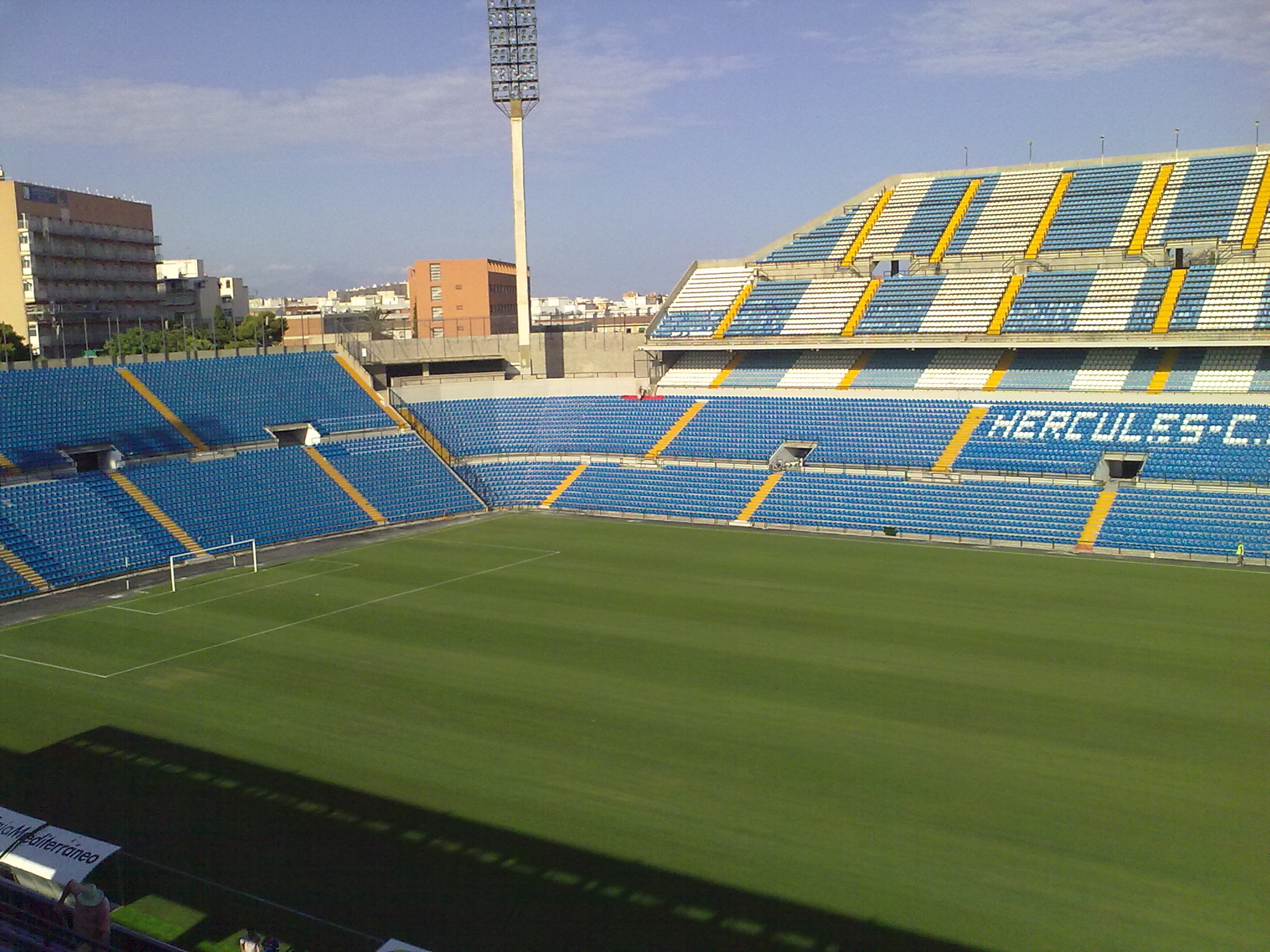
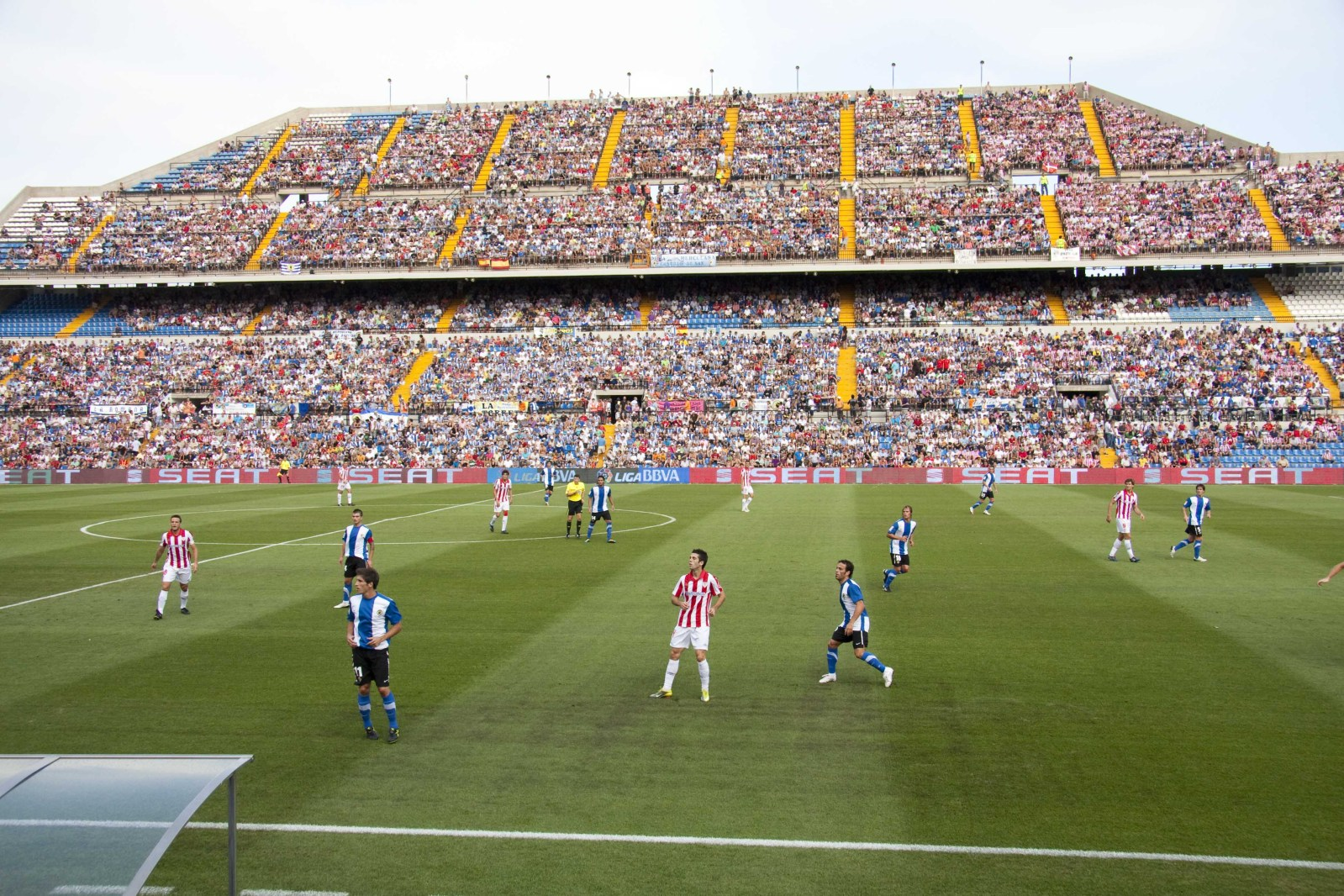
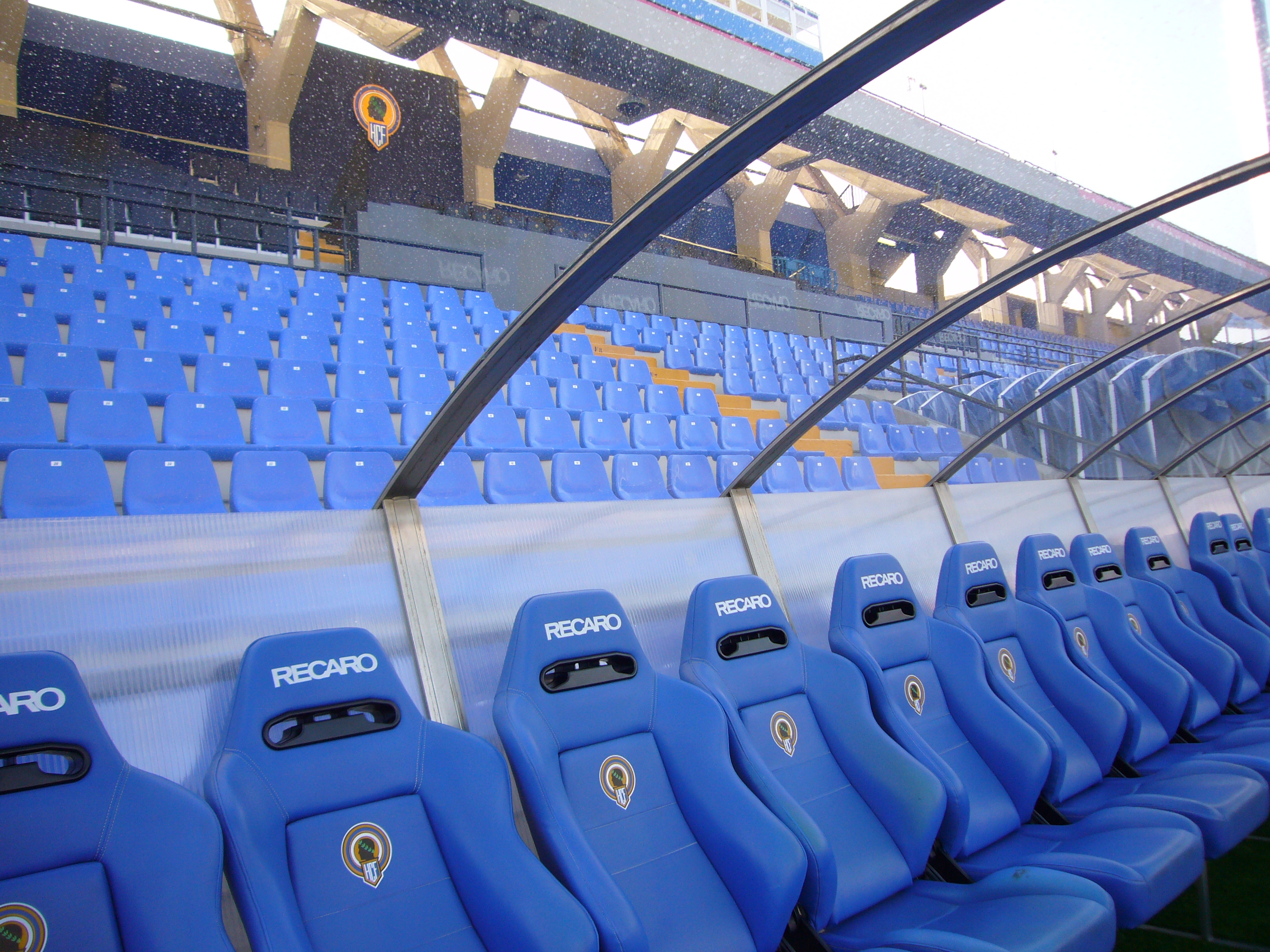